# Коль, Эмиль
Эмиль Коль (фр. Émile Cohl, имя при рождении — Эмиль Эжен Жан Луи Курте (фр. Émile Eugène Jean Louis Courtet); 4 января 1857 — 20 января 1938) — французский художник-мультипликатор, кинорежиссёр, сценарист, оператор, художник.
Вошёл в историю кинематографа и мультипликации как создатель графической анимации.

## Биография
Эмиль Коль родился в Париже 4 января 1857 года. Всё детство провёл в пригороде Лилля. Был учеником ювелира, фокусником. Заинтересовавшись рисованием, поступил в ученики одного из самых известных в то время карикатуристов — Андре Жилля (фр. André Gill), работавшего для журналов «Луна» (фр. La lune) и «Затмение» (фр. L'Eclipse).
Работая в стиле своего учителя, Эмиль Коль стал довольно известным карикатуристом. Сотрудничал с журналами «Новая луна» (фр. La Nouvelle Lune) и «Современники» (фр. Homines d'aujourd-hui). В то же время работал в качестве фотографа.
После 1900 года сотрудничает с юмористическими журналами и альманахами, например журнал «Чёрная кошка» (фр. Chat noir), где рисует серии комических приключений рисованного персонажа, близкого к традициям лубка и комиксам. В одной из таких серий он изобразил рабочих, просверливающих пол гигантским буравом.
Выдумка Эмиля Коля навеяна тематикой юмористических журналов, «склонностью к абсурду», как впоследствии и работы Жана Дюрана, заменившего Коля у Гомона.
Сценаристы «Гомона» использовали его идею, и Коль отправился с жалобой к Леону Гомону и тот нанимает его на работу в качестве сценариста. В качестве режиссёра Коль начал свою деятельность со съёмок трюковых фильмов снятых на натуре, жанр, в котором работал Фейад. Уже марте 1908 года Эмиль Коль добивается успеха, поставив фильм «Погоня за тыквами».
В том же, 1908 году, снимая рисунки методом покадровой съёмки, впервые в мире создаёт графический мультфильм, а два его очень важных открытия — отдельный рисунок для каждой фазы движения и съёмки камерой, укреплённой вертикально, и сегодня остаются основными принципами работы в графической мультипликации.
Первый показ его анимационных фильмов состоялся 17 августа 1908 года, на экране театра "Жимназ" в Париже.
Это был фильм "Фантасмагория или кошмар фантоша" (фр. Fantasmagorie). "Фантош" (от французского (фр. fantoche), которое, в свою очередь, восходит к итальянскому (итал. fantoccio) - кукла, марионетка) — первый постоянный персонаж Эмиля Коля.

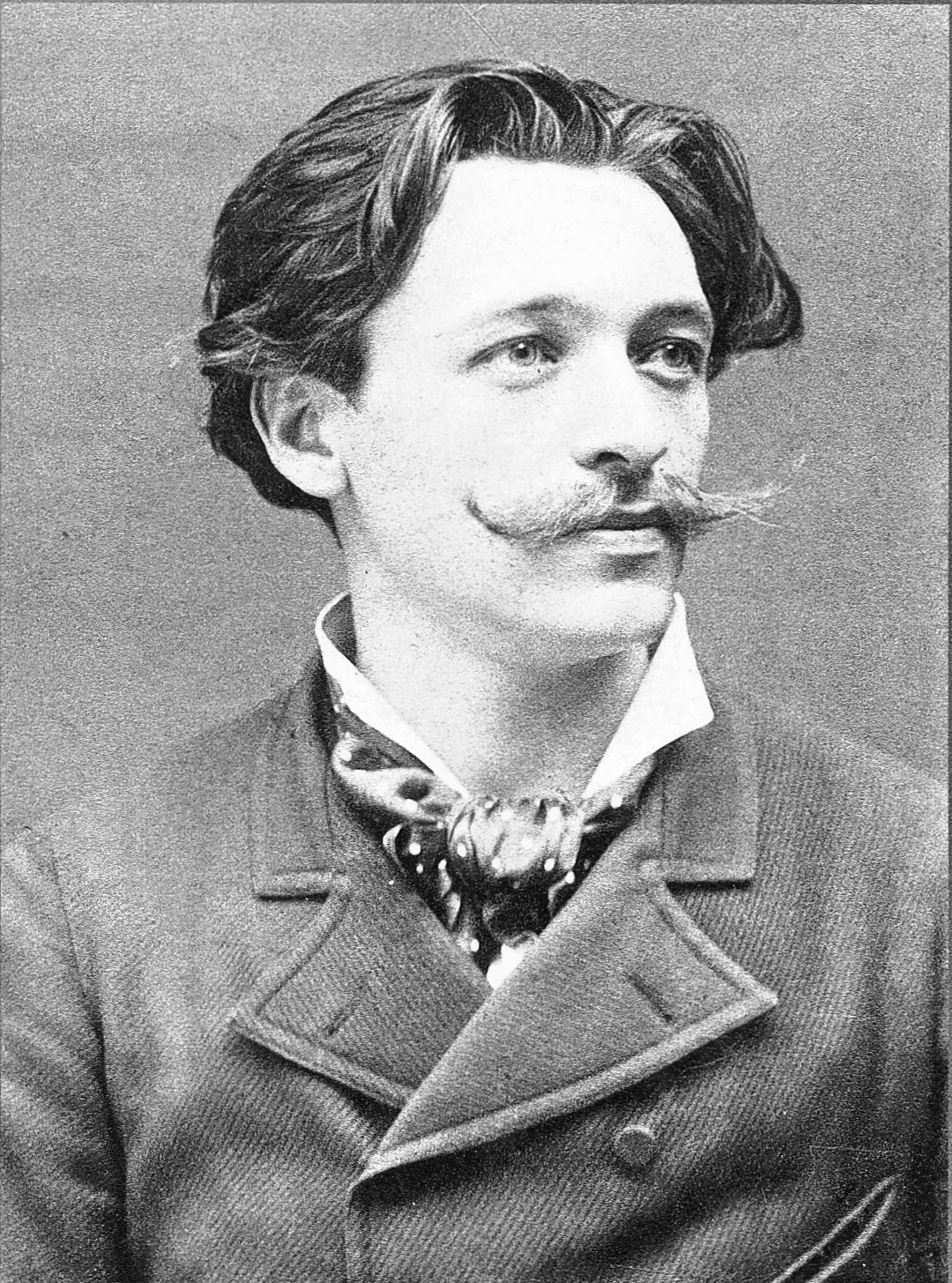
Эмиль Коль в 1885 году

Свои картины Коль рисовал сам — кадр за кадром, а лента длиной всего 36 метров вмещала 2000 кадров.
Эмиль Коль также первым применил приём оживления вещей («Живые спички» (тема, к которой он возвращался несколько раз), «Живая газета», «Малютка Фауст»), сопоставление натурного предмета с рисованным персонажем, а также использовал в своей мультипликации фотографию.
Фильмы эти делались весьма примитивно и выпускались на экран не в позитивном, а в негативном изображении, так как в противном случае яркий белый фон ослеплял зрителей. 
В течение 1909—1910 годов Эмиль Коль создавал для фирмы «Гомон» трюковые ленты, в которых он применял главным образом обратную или покадровую съёмку.
В конце 1910 года Фернан Зекка пригласил Коля работать на студиях Пате. К этому периоду творчества Коля принадлежит «Музей гротесков», «Приключения клочка бумаги» и «Выправитель мозгов», близкий по замыслу к «Веселым микробам».
В 1912 году Коль для компании «Эклипс» переснимает некоторые из своих прежних картин.
В 1913 году его пригласили в «Эклер», и уже будучи сотрудником этой фирмы, Коль едет в Соединённые Штаты, где работает для филиала фирмы «Эклер» в форте Ли (Нью-Джерси).
Эмиль Коль в Соединённых Штатах выпускает серию «Снукумс», приключения персонажа, созданного художником МакМанусом.
Вернулся во Францию накануне Первой мировой войны. В период с 1917 по 1918 год создал серию из пяти фильмов «Приключения никелированных ног» про трёх бандитов.
Полная фильмография включает в себя более трёхсот фильмов, но больше половины из них сегодня безвозвратно утрачены.
После окончания Первой мировой доживал свои дни в приюте для бедных. В январе 1938 года погиб в результате несчастного случая.

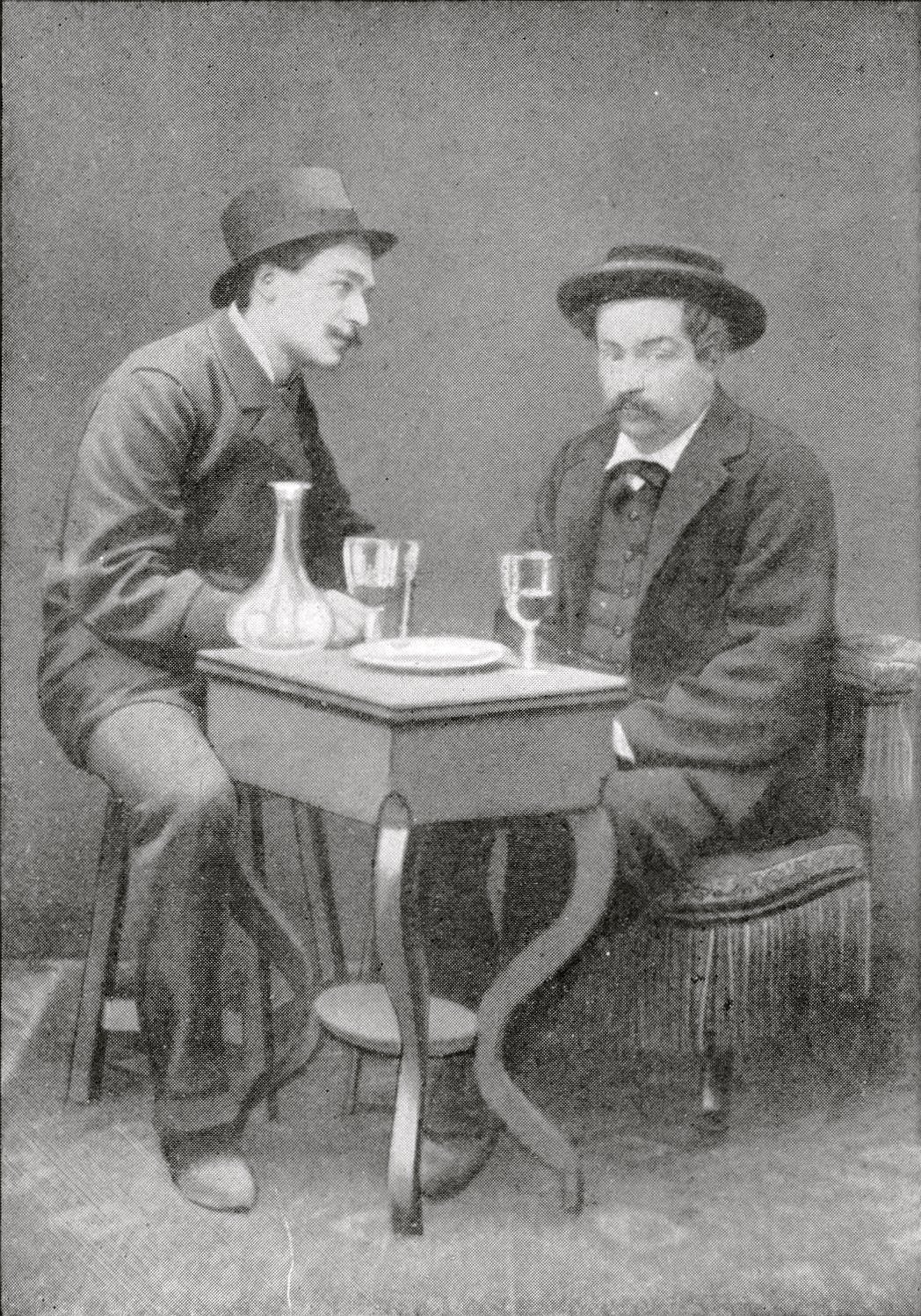
Эмиль Коль и Андре Жилль

## Фильмография
- 1908 — Погоня за тыквами
- 1908 — Фантасмагория или кошмар фантоша / Fantasmagorie
- 1908 — Драма у марионеток
- 1908 — Ожившие спички
- 1908 — Отель тишины
- 1908 — Солдатик, который станет богом
- 1909 — Превращения
- 1909 — Бегающая лампа
- 1909 — Веселые микробы
- 1908 — Современная школа
- 1910 — Музей гротесков
- 1910 — Выправитель мозгов
- 1910 — Двенадцать подвигов Геракла
- 1910 — Малютка Фауст
- 1910 — Песня о мальчике в кафе
- 1910 — Художник-неоимпрессионист
- 1911 — Приключения клочка бумаги
- 1911 — Месть духов
- 1912 — Ожившие игрушки
- 1913 — Снукумс
- 1917 — Приключения никелированных ног
- 1921 — Дом Фантоша